# Shenshan (köpinghuvudort i Kina, Hubei Sheng, lat 29,90, long 114,03)
Shenshan är en köpinghuvudort i Kina. Den ligger i provinsen Hubei, i den centrala delen av landet, omkring 80 kilometer söder om provinshuvudstaden Wuhan. Antalet invånare är 24 846. Befolkningen består av 11 668 kvinnor och 13 178 män. Barn under 15 år utgör 14,0 %, vuxna 15-64 år 75 %, och äldre över 65 år 10,0 %.
Runt Shenshan är det tätbefolkat, med 276 invånare per kvadratkilometer. Närmaste större samhälle är Xianning, 18,4 km öster om Shenshan. Trakten runt Shenshan består till största delen av jordbruksmark.
Genomsnittlig årsnederbörd är 1 972 millimeter. Den regnigaste månaden är maj, med i genomsnitt 280 mm nederbörd, och den torraste är januari, med 51 mm nederbörd.